# 京極高三
京極 高三（きょうごく たかみつ）は、丹後国田辺藩（舞鶴藩）の初代藩主。但馬国豊岡藩京極家初代。

## 略歴
慶長12年（1607年）3月17日、丹後国主・京極高知の3男として丹後田辺城で生まれる。慶長16年（1611年）、京都二条城で大御所の徳川家康と、江戸幕府2代将軍・徳川秀忠に拝謁した。
元和8年（1622年）に父が死去すると、その所領は高知の息子2人と婿養子の高通で分割相続されることとなり、高三は加佐郡3万5000石を相続し、田辺藩（舞鶴藩）の初代藩主となった。寛永13年（1636年）9月13日に死去した。享年30。跡を長男の高直が継いだ。その後、京極家は孫高盛の代で豊岡に転封となったが、娘婿にあたる牧野富成の子孫が田辺藩を継承した。

## 系譜
- 父：京極高知（1572-1622）
- 母：竹原氏
- 正室：水野忠清の娘
  - 長男：京極高直（1633-1663）
- 生母不明の子女
  - 男子：田中高友
  - 女子：松光院 - 牧野富成正室
- 養子
  - 女子：六郷政勝正室 - 京極高知娘